# TransAsia Airways
TransAsia Airways (TNA, 復興航空 Fùxīng Hángkōng, Hán-Việt: Phục hưng Hàng không) là một hãng hàng không đóng ở quận Đại Đồng, Đài Bắc, Đài Loan. Hãng chủ yếu phục vụ thị trường nội địa Đài Loan nhưng cũng có một số tuyến quốc tế nối với và các tuyến bay thuê bao nối với một số tuyến bay quốc tế ở Trung Quốc, Đông Á và Đông.
TransAsia đình chỉ hoạt động và ngừng hoạt động vô thời hạn vào ngày 22 tháng 11 năm 2016. Công ty con V Air chi nhánh có chi phí thấp đã ngừng hoạt động vào tháng 10 năm 2016.

## Lịch sử
TransAsia được lập năm 1951 và là một trong các hãng hàng không dân dụng tư nhân đầu tiên ở Đài Loan, bay tuyến Đài Bắc - Hoa Liên - Taitung - Cao Hùng. Dịch vụ bay dừng vào năm 1958. Các tuyến bay nội địa tiếp tục vào năm 1988. Năm 1992, các tuyến bay thuê bao không thường xuyên nối với các tuyến quốc tế gồm Laoag, Manila, Cebu, Phnôm Pênh, Surabaya, Yangon, Phuket, Đà Nẵng và Manado. Các tuyến bay quốc tế thường lệ bắt đầu năm 1995 đến Ma Cao và Surabaya.
Các dịch vụ hàng không chấm dứt vào năm 1958 khi ban quản trị của hãng hàng không quyết định tập trung sự chú ý vào các lĩnh vực kinh doanh của họ. Hãng đã thành lập đơn vị cung cấp suất ăn trên máy bay trong cùng một năm.
Các chuyến bay nội địa đã được tiếp nối lại vào năm 1988, sau khi vắng mặt trên thị trường trong 30 năm. Năm 1991, lần đầu tiên máy bay ATR72 thực hiện chuyến bay của hãng. Trong năm 1992, hãng thực hiện các chuyến bay thuê chuyến không thường lệ với các điểm đến quốc tế, bao gồm Laoag, Manila, Cebu, Phnôm Pênh, Surabaya, Yangon, Tỉnh Phuket, Đà Nẵng (thuê chuyến) và Manado. Các máy bay Airbus A320 tham gia đội bay, trở thành máy bay phản lực đầu tiên trong các hãng hàng không.
Dịch vụ quốc tế đầu tiên dự kiến bắt đầu vào năm 1995 đến Ma Cao và Surabaya. Vào đầu năm 2012, hãng hàng không này đã được báo cáo để được xem xét một đơn đặt hàng cho máy bay Airbus A380 máy bay để tạo điều kiện mở rộng đường bay đến Hoa Kỳ.

## Đội máy bay

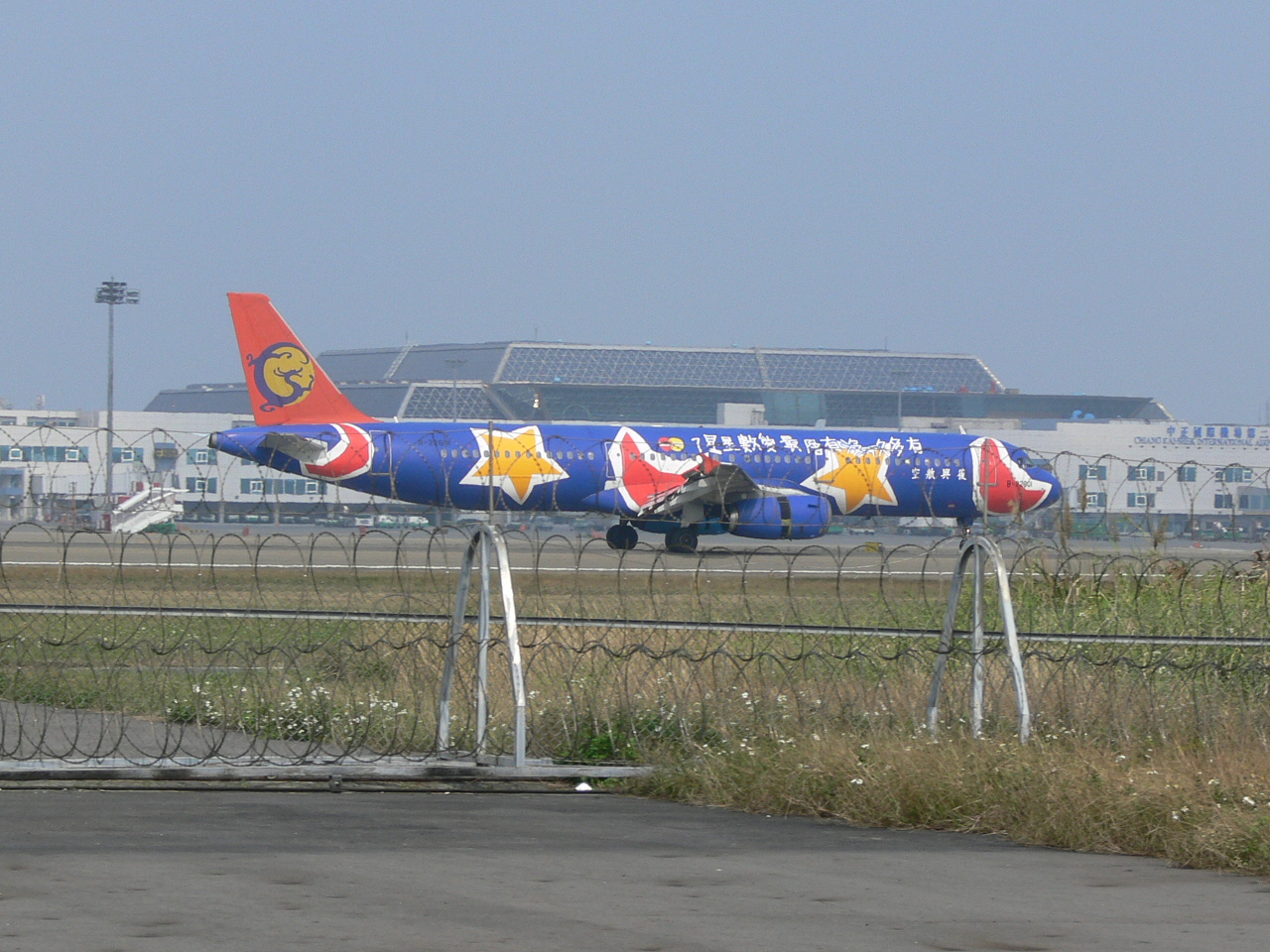
Airbus A321 aircraft of TransAsia

Đội tàu bay của TransAsia Airways gồm có các máy bay sau (thời điểm tháng 10 năm 2011):
TransAsia Airways có đội tàu bay với tuổi trung bình 11,7 năm vào thời điểm tháng 8 năm 2010.
Ngày 16 tháng 11 năm 2010, hãng đã đặt mua 6 chiếc A321 và 2 chiếc A330-300. Các máy bay này sẽ được sử dụng cho tuyến bay thẳng giữa Đài Loan và Trung Quốc cũng như các tuyến bay mới trong khu vực .

## Tuyến bay
TransAsia Airways đã từng có các tuyến bay thường lệ và thuê chuyến sau:
- Trung Quốc
  - Thành phố Trường Sa - Sân bay quốc tế Hoàng Hoa Trường Sa
  - Thành Đô - Sân bay quốc tế Song Lưu Thành Đô
  - Trùng Khánh - sân bay quốc tế Giang Bắc Trùng Khánh
  - Phúc Châu - sân bay quốc tế Trường Lạc Phúc Châu
  - Hàng Châu - Sân bay quốc tế Tiêu Sơn Hàng Châu
  - Hợp Phì - Sân bay quốc tế Lạc Cương Hợp Phì
  - Côn Minh - Sân bay quốc tế Trường Thủy Côn Minh
  - Nam Ninh - Sân bay quốc tế Ngô Vu Nam Ninh
  - Thượng Hải
    - Sân bay quốc tế Phố Đông Thượng Hải
    - Sân bay quốc tế Hồng Kiều Thượng Hải

  - Thiên Tân - Sân bay quốc tế Tân Hải Thiên Tân
  - Vũ Hán - Sân bay quốc tế Thiên Hà Vũ Hán
  - Hạ Môn - Sân bay quốc tế Cao Khi Hạ Môn
  - Từ Châu - Sân bay Quan Âm Từ Châu
- Đặc khu Ma Cao
  - Sân bay quốc tế Ma Cao
- Nhật Bản
  - Ishigaki - Sân bay Ishigaki thuê chuyến
  - Hakodate - Sân bay Hakodate thuê chuyến
  - Kushiro - Sân bay Kushiro thuê chuyến
- Palau
  - Koror - Sân bay quốc tế Roman Tmetuchl thuê chuyến
- Singapore
  - Singapore - sân bay Changi
- Hàn Quốc
  - Busan - sân bay quốc tế Gimhae
  - Jeju - Sân bay quốc tế Jeju
  - Yangyang - sân bay quốc tế Yangyang thuê chuyến
- Đài Loan
  - Hoa Liên - Sân bay Hoa Liên
  - Mã Công - Sân bay Mã Công
  - Cao Hùng - Sân bay quốc tế Cao Hùng
  - Kim Môn - Sân bay Kim Môn
  - Đài Trung - Sân bay Đài Trung
  - Đài Loan
    - Sân bay Tùng Sơn Đài Bắc Trung tâm
    - Sân bay quốc tế Đào Viên Đài Loan Trung tâm chính
- Thái Lan
  - Bangkok - Sân bay Suvarnabhumi
  - Chiang Mai - Sân bay quốc tế Chiang Mai
  - Phuket - Sân bay quốc tế Phuket
- Malaysia
  - Kuching - Sân bay quốc tế Kuching thuê chuyến
- Việt Nam
  - Đà Nẵng - Sân bay quốc tế Đà Nẵng thuê chuyến
  - Hà Nội - Sân bay quốc tế Nội Bài
  - Đồng Hới - Sân bay Đồng Hới không thường lệ [từ 14/8/2013][7][8]

Các tuyến bay trước đây
Châu Á
- Campuchia - Phnôm Pênh
- Indonesia - Manado, Surabaya
- Malaysia - Kota Kinabalu
- Myanmar - Yangon
- Philippines - Cebu, Laoag, Manila

## Tai nạn và sự cố
- Chuyến bay chở hàng 791 của TransAsia Airways, một chiếc máy bay ATR 72-200, đã bị rơi do đóng băng vào ngày 21 tháng 12 năm 2002, trong một chuyến bay từ Đài Bắc đến Ma Cao. Cả hai thành viên phi hành đoàn đã thiệt mạng. Chiếc máy bay gặp phải điều kiện đóng băng nghiêm trọng và rơi xuống biển 17 km về phía tây nam của thành phố Mã Công. Hội đồng An toàn Hàng không của Đài Loan điều tra phát hiện ra rằng tai nạn là do sự tích tụ băng xung quanh các bộ phận chính của máy bay, dẫn đến mất của chiếc máy bay kiểm soát. Điều tra xác định rằng phi hành đoàn đã không đáp ứng với các điều kiện đóng băng nghiêm trọng với sự nhận thức tình trạng cảnh báo thích hợp và không có những hành động cần thiết[9].
- Chuyến bay 543 của TransAsia Airways, một chiếc máy bay Airbus A321 (B-22.603) va chạm với một chiếc xe tải khi hạ cánh tại sân bay Đài Nam vào cuối cùng của một chuyến bay từ Sân bay Tùng Sơn Đài Bắc vào ngày 21 tháng 3 năm 2003. Xe tải xâm phạm đường băng mà không nhận thấy máy bay đến. Không ai trong số 175 hành khách và phi hành đoàn thiệt mạng hoặc bị thương nhưng hai người trong xe bị thương trong vụ va chạm. Chiếc máy bay đã bị hư hại trong vụ tai nạn và đã được ngưng sử dụng[10][11].
- Chuyến bay GE 222 của TransAsia Airways là một chuyến bay khởi hành từ sân bay quốc tế Cao Hùng tới Cảng hàng không Mã Công tại Bành Hồ, Đài Loan gặp tai nạn vào ngày 23 tháng 7 năm 2014. Tai nạn khiến 47người chết, 11 người bị thương.
- Chuyến bay 235 của TransAsia Airways bằng máy bay ATR 72-600 chở 58 người từ sân bay Tùng Sơn Đài Bắc đến sân bay Kim Môn. Máy bay rơi xuống sông Cơ Long sau khi va vào một cây cầu vào ngày 4 tháng 2 năm 2015. Tai nạn xảy ra trước 11 giờ sáng giờ Đài Loan (10 giờ theo giờ Việt Nam), chỉ vài phút sau khi máy bay trên cất cánh từ sân bay Tùng Sơn. Tai nạn khiến 43 người chết và 17 người bị thương.